# Кензо
Кензо (стилизовано као КЕНЗО ПАРИС) је француска луксузна модна кућа коју је 1970. основао јапански дизајнер Кензо Такада и у власништву је матичне компаније ЛВМХ . 

## Историја

### Кензо Такада, 1970–1998
Кензо Такада је рођен у Јапану и преселио се у Париз 1964. године да би започео своју модну каријеру.  Тада је постао познат по коришћењу стила под утицајем Азије и Јапана у изградњи европске моде. Почео је са бутиком 'Џангл џеп' који се налази у Галерији Вивијен и украшен декором инспирисаним џунглом. Почео је са ручно прављеном женском одећом; наводно је направио своју прву колекцију са тканинама вредним 200 долара купљеним у великој дисконтној кући на Монмартру.  Бренд је постао Кензо након модне ревије у Њујорку 1976. године, пошто је америчко тржиште сматрало 'Џангл џеп' превише пежоративним. 
Године 1983. Кензо је почео да дизајнира мушке, а затим и дечије и кућне колекције 1987. године, а затим мирисе 1988. 
1993. године, произвођач луксузних производа ЛВМХ купио је Кензо за око 80 милиона долара.  Од 1995. године, Кензо је такође производио Кензо Студио, линија је произведена кроз лиценцни уговор са Бонавентуре Гроуп. Док је Кензо развио модни правац линије, Студио се продавао само у САД и Кензо малопродајним објектима у Кини. 

### Касније године
Од 1999. до 2003. године, Жил Росијер и Рој Крејберг дизајнирали су женске и мушке линије. 
Од 2006. до 2008. године, преко 100 Кензоових продавница широм света је реновирано. 
Од 2008. до 2011. Антонио Марас је био Кензоов креативни директор, надгледајући бренд у целости.   До 2011. године, Кензо је једва успео, са годишњом продајом процењеном на 150 милиона евра (197,4 милиона долара).  
До 2017. године, Кензо је изградио посао са додацима и обућом на скоро 30 одсто прихода.  Кензо је 2019. године прекинуо уговор о дистрибуцији са И.Т -ом како би поново преузео контролу над својих 35 продавница у Кини путем заједничког предузећа са истим партнером.  Под креативним руководством Фелипеа Оливира Баптисте, Кензо је лансирао линију мушке и женске спортске одеће под називом Кензо Спорт.  У априлу 2021, Кензо је саопштио да ће се растати од Оливира Баптисте до краја његовог мандата у јуну. 
У септембру 2021. Кензо је именовао Нигоа за свог новог уметничког директора.  

## Локације
Кензо се брзо проширио у времену откако је отворена његова прва америчка продавница, од јуна 2021. сада послује на 6 локација у САД.
У јуну 2020, Кензо је представио своју прву америчку водећу продавницу у СоХо-у на Менхетну.  
Поред тога, има скоро 145 продавница широм света првенствено концентрисаних у југоисточној Азији, Јапану и Европи. 

## Улога у популарној култури
Лик Кензо Харпер у Би-Би-Си серијалу Моја породица назван је по модном бренду. У 2012. години, дизајнери Умберто Леон и Керол Лим представили су плетени џемпер са графиком тигра на њему за Кензоову колекцију за јесен 2012. године.   Леон је желео да направи верзију џемпера који ће носити.   Упркос почетном отпору Кензоовог дизајнерског тима,   дуксерице са тигром су постале изузетно популарне, са почетном серијом дуксерица распродате за неколико сати на Кензовој локацији у Паризу.  Од 2011. тигрову кошуљу и одећу коју су дизајнирали Леон и Лим   носе познате личности и модни блогери укључујући Џеј Зи, Кевин Харт, Бијонсе, Зои Дешанел, Селена Гомез, Спајк Џонс, Лорде и Ријана .
За колекцију за јесен 2014. Кензо је сарађивао са режисером Дејвидом Линчем, који је миксовао звучни запис за емисију и обезбедио велику скулптуру. 
За колекцију јесен и зима 2016, Кензо је продуцирао рекламни филм.  .

## Сарадње
Кензо је 2016. најавио сарадњу са Х&М- ом. Кензо и Х&М колекција је објављена 3. новембра 2016.  Кензо је 21. марта 2018. открио Бритни Спирс као лице своје нове кампање Ла Колекцион Мементо Но. 2.  Сарадња, рекламирана као #КензоволиБритни, садржи низ готових носталгичних тексаса за мушкарце и жене. 

## Дизајнери
- Кензо Такада, 1970–2020 [35]
- Жил Росијер, 2000–2004 [35]
- Антонио Марас, 2004–2011 [35]
- Умберто Леон и Керол Лим, 2012–2019 [35]
- Фелипе Оливира Баптиста, 2019–2021 [36] [35]
- Ниго, 2021 – данас [16]

## Галерија

### Логотипи
- Алтернативни лого
- Лого 2020-2021

- Седиште Кензо-а у Паризу
- Кензо радња у Хонг Конгу